# Дружина сера Ісаака Гармана
«Дружина сера Ісаака Гармана» (англ. The Wife Of Sir Isaac Harman) — роман англійського письменника Герберта Веллса. Написаний 1914 року. 

## Синопсис
Леді Еллен Гарман одружена з багатим сером Ісааком Гарманомом, якого не кохає, хоча народила від нього 4-х дітей. Ісаак володіє мережею хлібних і кондитерських крамниць. Свою майбутню дружину він зустрів, коли їй було 17 років і вона навчалася в пансіоні у Вімблдоні. Сер Ісаак досяг успіху самотужки, він владний і вважає, що дружині найкраще проводити час вдома в Путні (захід Лондона), якомога менше читаючи книги та газети, щоб у неї не виникало власних думок.
Одного разу Еллен знайомиться з Джорджем Брамлі (у тексті незмінно «містер Брамлі»), успішним романістом, чия дружина померла три з половиною роки тому. Їхня зустріч відбувається, коли Гармани купують будинок Брамлі в Блек-Стрендс біля Лондона. Містер Брамлі закохується в Еллен  з першого погляду. Його інтерес змушує його та кількох знайомих відвідати Еллен. Сер Ісаак помічає  увагу Джорджа до дружини і намагається перешкодити зустрічам Еллен з іншими людьми. Без відома дружини він псує архітектуру будинку повторними прибудовами, а потім виселяє з будинку в Путні.
Щоб уникнути чоловіка, Еллен за прикладом суфражисток розбиває вікно та опиняється у в'язниці. Ісаак звільняє її, дозволяє бути вільнішою, проте надалі зводить нанівець усі добрі справи, які вона намагається здійснити. Зацікавившись страйком працівниць магазинів, Еллен переконує чоловіка побудувати гуртожитки, де зможуть жити небагаті жінки. Сер Іссак перетворює гуртожитки на своєрідні в’язниці з абсурдними правилами.
Після смерті сера Ісаака Еллен відмовилася вийти заміж за Джорджа, проте на останніх сторінках вона з Джорджем цілуються, лишаючи фінал відкритим.